# Gnathoclita peruviana
Gnathoclita peruviana är en insektsart som beskrevs av George Clifford Carl 1921. Gnathoclita peruviana ingår i släktet Gnathoclita och familjen vårtbitare. Inga underarter finns listade i Catalogue of Life.